# ミールヌイ空港
ミールヌイ空港（ロシア語: Аэропорт Мирный、英語: Mirny Airport）は、ロシア・サハ共和国ミールヌイにある空港。

## 概要
サハ共和国西部に位置するミールヌイはロシア一のダイヤモンド採掘都市であり、空港のすぐ西には深さ525m、直径1,250mの巨大露天掘り鉱山のミール鉱山がある。そのため離着陸の際に間近から眺めることが可能である。

## 就航航空会社と就航都市

### 国内線
| 航空会社       | 就航地                                                                      |
| -------------- | --------------------------------------------------------------------------- |
| S7航空         | モスクワ/ドモジェドヴォ、ノヴォシビルスク                                   |
| ロシア航空     | クラスノヤルスク                                                            |
| アルロサ航空   | モスクワ/ヴヌーコヴォ、ノヴォシビルスク、ヤクーツク、ウダーチヌイ、レンスク |
| ヤクーツク航空 | ウファ、ヤクーツク、ハバロフスク、ネリュングリ                              |
| イル・アエロ   | イルクーツク                                                                |
| ルスライン     | ノヴォシビルスク                                                            |